# Rosemary Tonks
Rosemary Desmond Bowell Tonks (* 17. Oktober 1928 in Gillingham; † 15. April 2014 in Bournemouth), verheiratete Lightband, war eine britische Dichterin und Schriftstellerin. In den 1960er Jahren als Autorin der Londoner Bohème bekannt geworden, verschwand sie Ende der 1970er Jahre spurlos aus dem Blick der Öffentlichkeit. Erst nach ihrem Tod wurde bekannt, dass Tonks nach mehreren gesundheitlichen und persönlichen Krisen zum fundamentalistischen Christentum konvertiert war und ein zurückgezogenes Leben in Bournemouth geführt hatte.

## Leben

### Anfänge
Rosemary Tonks kam im Oktober 1928 in Gillingham in Kent als Tochter des Maschinenbauingenieurs Desmond Tonks und seiner Ehefrau Gwendoline, geborene Verdi, zur Welt. Ihr Großonkel war der renommierte Arzt und Maler Henry Tonks (1862–1937). Da Rosemarys Vater noch vor ihrer Geburt in Afrika an Malaria starb, wurde sie von ihrer Mutter allein großgezogen und auf das Wentworth College in Bournemouth geschickt, wo sie bereits als Jugendliche erste Geschichten verfasste. Eines ihrer frühen Werke wurde 1946 von der BBC fürs Radio adaptiert; 1948 publizierte sie ein erstes Kinderbuch. 1949 heiratete sie den Ingenieur und späteren Finanzier Michael Lightband, mit dem sie zunächst einige Jahre in Asien lebte, wo ihr Ehemann im früheren Britisch-Indien berufliche Verpflichtungen zu erfüllen hatte. Dort erkrankte Tonks zunächst an Paratyphus und später an Poliomyelitis; beides überlebte sie, doch konnte sie ihre rechte Hand fortan nur noch eingeschränkt benutzen. Fortan pflegte sie diese Hand mit einem schwarzen Handschuh zu bedecken. Hinzu kamen Augenprobleme, an denen sie seit ihrer Kindheit litt und die sich in Schielen, Schwachsichtigkeit und einer beidseitigen Hornhautverkrümmung äußerten.

### Laufbahn als Dichterin und Schriftstellerin
Derweil zog das Ehepaar Lightband Ende 1952 nach Paris, ehe es einige Monate später nach England zurückkehrte. Dort zogen die beiden nach Downshire Hill im vornehmen Londoner Stadtteil Hampstead, wo Tonks bald Zugang zu der lokalen Gesellschaft von Literaten und Künstlern fand, zu denen unter anderem Edith Sitwell gehörte. Bereits in Asien hatte Tonks begonnen, erste Gedichte zu schreiben. Während Tonks hauptberuflich bei der BBC arbeitete, begann sie zunehmend, selbst eine Karriere in der Literatur ins Auge zu fassen. Als einige der wenigen Frauen ihrer Zeit nahm sie bald eine gewichtige Rolle im Londoner Literaturleben ein. 1963 und 1967 publizierte sie zwei Bände mit Gedichten, die sich mit dem hedonistischen Leben der Bohème im Nachtleben des Londons der 1960er Jahre auseinandersetzten. Stilistisch war ihr Werk von der französischen Lyrik beeinflusst und zeigte ferner orientalistische Elemente. In einem Interview 1967 nannte sie die französischen Modernisten Charles Baudelaire und Arthur Rimbaud als ihre literarischen Vorbilder; beide Dichter setzten sich in ihrem Werken wesentlich mit dem Leben in der modernen Stadt auseinander.
Implizit positionierte sich Tonks als Poète maudit, die für ihre Beschreibungen der Gesellschaft oftmals Bilder der Dekadenz nutzte, gepaart mit englischen Vulgaritäten und vereinzelten Anspielungen auf die griechische Mythologie, insbesondere auf Figuren mit Bezug zur Unterwelt wie Charon oder Orpheus. Explizit versuchte sie, mit ihren Gedichten hauptsächlich die Sinne der Leserschaft anzusprechen. Als sie angab, dass insbesondere ihr zweiter Gedichtband starke autobiografische Bezüge habe, vergrößerte sich auch das mediale Interesse an der modernen Dichterin. Daneben publizierte sie auch sechs Romane, die hauptsächlich satirisch angelegt sind; auch sie griffen Elemente ihres Lebens in London auf: The Bloater (1968) war zum Beispiel von ihrer Arbeit bei der BBC inspiriert, während sie in Businessmen as Lovers das Gebaren von Investoren wie ihrem Ehemann karikierte. Parallel arbeitete sie auch als Rezensentin für verschiedene Zeitungen und Magazine.

### Lebenskrise und Rückzug
Als 1968 Tonks’ Mutter bei einem Unfall ums Leben kam, begann Tonks, ihr Leben zu hinterfragen. Sie gab der Kirche eine moralische Mitschuld an dem Tod ihrer Mutter und wandte sich vom Christentum ab. Unter anderem testete sie für sich den Spiritismus aus und stand zeitweise einem Sufi, einem chinesischen Glaubenslehrer und einem US-amerikanischen Yogaguru nahe, ohne aber für sich den rechten Glauben zu finden. Nach wie vor arbeitete sie allerdings als Schriftstellerin. Nach dem Auseinanderbrechen ihrer Ehe zog sich Tonks zunehmend aus dem Gesellschaftsleben zurück und wandte sich nun dem Daoismus zu, während sie an einem neuen Roman arbeitete. Bald kamen jedoch weitere Unruhefaktoren hinzu, darunter ein Einbruch, ein kostspieliger Gerichtsprozess und eine Neuritis, die nun auch ihren gesunden linken Arm beeinträchtigte. 1977 erlebte sie eine weitere Zäsur, als sie wegen einer beidseitigen Netzhautablösung notoperiert werden musste und fortan an signifikanten Sehbeeinträchtigungen litt, die sie nicht nur physisch einschränkten, sondern auch psychisch erschütterten. Nachdem sie zwei Jahre kaum ihr Londoner Zuhause verlassen hatte, zog sie 1979 zu einer Tante an den Küstenort Bournemouth, wo sich ihr Sehsinn langsam verbesserte. Erneut suchte sie Rettung im Glauben und wandte sich zunächst dem charismatischen Christentum und der Pfingstbewegung zu. Als sie jedoch in der Lage war, mit einigen Einschränkungen große Teile des Neuen Testamentes zu lesen, entwickelte sie ein eigenes, fundamentalistisch-christliches Glaubensbild. Nicht zuletzt hatte sie diesen Weg gewählt, da ihr jegliche Glaubensbewegungen zunehmend manipulativ erschienen.
1980 zog Tonks dauerhaft nach Bournemouth; im Oktober 1980 reiste sie nach Jerusalem und ließ sich am Jordan taufen. Zu dieser Zeit verbrannte sie ein unveröffentlichtes Romanmanuskript und andere Andenken an ihr früheres Leben, da sie diese als falsche Idole zu erkennen meinte. Dies galt auch für die Literatur im Allgemeinen, die sie schon während ihrer aktiven Laufbahn für ihre Intrigen und Machtspiele, ihren Materialismus und ihre falschen Werte zunehmend verachtet hatte. Tonks bemühte sich so beispielsweise, ihre Gedichte aus einigen geplanten Anthologien zurückzuziehen. Für die Öffentlichkeit schien es, dass sich die Dichterin Tonks aus der Bohème Londons in Luft aufgelöst habe. Tatsächlich nutzte Tonks fortan ausschließlich ihren Ehenamen und verweigerte jeglichen Kontakt zu Familienmitgliedern und alten Freunden, ganz zu schweigen von Verlegern und Herausgebern. Viele Jahrzehnte lebte sie so ein zurückgezogenes Leben; nur einige Familienmitglieder kannten ihren Aufenthaltsort. In der Literaturwelt war unbekannt, ob Tonks noch lebte oder bereits verstorben war und wer überhaupt die Urheberrechte an ihrem Werk besaß. Obgleich seit mehreren Jahrzehnten nicht mehr aktiv, erfreuten sich viele ihrer Texte nach wie vor einiger Beliebtheit in Großbritannien, insbesondere in jüngeren Generationen. Nach einigen Publikationen ihrer Gedichte wiesen Tonks’ Cousins den Verleger und Schriftsteller Neil Astley auf Tonks Aufenthaltsort hin, doch auch Astleys Bemühungen um eine Kontaktaufnahme scheiterten. Anfragen für Neuauflagen ihrer Werke ließ sie unbeantwortet; Schecks für die von Astley zuvor publizierten Gedichte löste Tonks nie ein. Auf Bitte ihrer Familie behielt Astley sein Wissen ebenfalls für sich. 2009 griff der Dichter Brian Patten das scheinbar spurlose Verschwinden von Tonks in einem Radiobeitrag in der Reihe Lost Voices auf BBC Radio 4 auf. Zu diesem Zeitpunkt kursierten diverse Theorien über Tonks’ Verbleiben, die sie unter anderem als Nonne, auf Kuba oder in Armut in einer Gartenlaube lebend imaginierten.
Erst 2012 kontaktierte Tonks aus eigenen Stücken einen Cousin, dem gegenüber sie davon sprach, dass ihre „Entscheidungen“ „falsch, unmenschlich und entsetzlich“ gewesen und unter „psychischem Druck“ entstanden seien. Ihrer Ankündigung, dies genauer ausführen zu wollen, kam sie nicht nach. Im Sommer 2013 zog sie in ein Apartment in der Nähe des Strandes von Bournemouth; fast alle ihrer Besitztümer vernichtete sie in dieser Zeit oder gab sie weg. Im Frühling 2014 zog sie in ein lokales Pflegeheim, wo sie kurze Zeit später an den Folgen von Eierstockkrebs verstarb. Auf eigenen Wunsch wurde sie ohne religiöse Zeremonie in Warblington, Hampshire, nahe ihrer Mutter beigesetzt. Danach machte Neil Astley Tonks’ Geschichte der Öffentlichkeit bekannt. Da nun die Urheberrechte an ihre Cousins übergegangen waren, publizierte Astley in seinem Verlag eine Werkssammlung aller Gedichte von Tonks, zusammen mit einigen Exzerpten ihrer Prosa. 2022 wurde auch ihr Roman The Bloater, der ursprünglich 1968 erschienen war, neu aufgelegt.

## Veröffentlichungen
Lyrik
- Notes on Cafes and Bedrooms. Putnam, London 1963.
- Iliad of Broken Sentences. The Bodley Head, London 1967.

Romane
- Opium Fogs. Putnam, London 1963.
- Emir. ADAM Books, London 1963.
- The Bloater. The Bodley Head, London 1968.
  - Der Köder. Aus dem Englischen von Eva Bonné. März Verlag, Berlin 2024, ISBN 978-3-7550-0033-4.
- Businessmen as Lovers. The Bodley Head, London 1968.
- The Way Out of Berkeley Square. The Bodley Head, London 1970.
- The Halt During the Chase. The Bodley Head, London 1972.

Kinderliteratur
- On Wooden Wings: The Adventures of Webster. Illustriert von der Autorin. John Murray, London 1948.
- Wild Sea Goose. Illustriert von der Autorin. John Murray, London 1951.

Werksausgaben
- Neil Astley (Hrsg.): Bedouin of the London Evening: Collected Poems. Bloodaxe Books, Hexham 2014. ISBN 978-1-78037-361-4.